# Cesura di Foumban
La cesura di Foumban o cesura del Camerun centrale (abbreviata in CCSZ, dall'inglese Central Cameroon Shear Zone) è una zona di faglie nel Camerun, in Africa, che viene collegata con la faglia di Pernambuco nel nordest del Brasile, che si divarica dal lineamento transbrasiliano.

## Caratteristiche
La cesura di Foumban è una serie di faglie associate a zone di milonite, che fa parte della cesura dell'Africa centrale (CASZ) e risale ad almeno 640 milioni di anni fa. La zona fu riattivata varie volte, di solito con un movimento di fagliazione destrorsa, prima e durante l'apertura dell'Atlantico meridionale nel corso del Cretacico.
Tracce della cesura dell'Africa centrale si possono trovare nel Massiccio dell'Adamaoua, dopo il quale il percorso viene oscurato dalla presenza di vulcani. Basandosi sulla ricostruzione della configurazione del Sud America prima della sua separazione dall'Africa, la zona può essere collegata con la faglia di Pernambuco.
La cesura giace al di sotto di una catena di vulcani attivi chiamata linea vulcanica del Camerun. Nell'agosto 1986, si verificò una scossa di terremoto del 5 grado di magnitudine con epicentro vicino al lago Nyos, che potrebbe indicare una riattivazione della zona di cesura.